# 尚皮尼战役
尚皮尼战役 （法語：Bataille de Champigny），又称马恩河战役（法語：bataille de la Marne）、维利耶战役（法語：bataille de Villiers），是1870年11月29日至12月3日普法战争期间，法国被围困在巴黎的部队企图在马恩河畔尚皮尼和马恩河畔维利耶突破德军包围的一场战役。

## 背景
自法兰西第二帝国在1870年9月2日的色当会战中经历重大失败之后，法国首都巴黎在同年9月19日被北德意志联邦及其同盟国的军队围困。法国国防政府主席兼巴黎武装力量总司令路易·朱尔·特罗胥随着组织由多达12万名士兵和33万名国民自卫军士兵组成巴黎国防军，并将巴黎第2军团的指挥权移交给奥古斯特·亚历山大·迪克罗，以抵抗普军的侵略。
之后在10月28日和30日，法国在勒布爾熱战役和梅斯围城战役战败的消息陆续传到巴黎之后，使巴黎军民的士气下降。 为了稳定这种情况并给首都居民带来希望，路易·朱尔·特罗胥决定与逃出首都的莱昂·甘必大合作，协同发起一次突围行动。该计划是要使用迪克罗的巴黎第2军团在普鲁士防线上打开一个缺口，以便与巴黎南部的卢瓦尔军团会合，逃离被围困的巴黎。
到了1870年11月，巴黎被围困后的糧食供应状况每况愈下，市内提供的大部分食物价格上涨之快，以致大部分人口只能吃面包。由于价格被固定，面包仍然负担得起。然而，当个别面包师的商品卖光时，总会造成巴黎市民恐慌。
对于这种情况，迪克罗决定集中精力突破巴黎东南部的普军部队。迪克罗的计划是28日晚渡过马恩河，切断普鲁士军队最高指挥部同巴黎东部普军的联系，打算跟从奥尔良向北进攻的卢瓦尔军团在枫丹白露会师。如果取得成功，巴黎南部和西部的所有普军都将从他们唯一以通过马恩河畔拉尼进行补给的铁路线切断。没有这条铁路线，普军也不可能继续进行围攻。

## 战役过程

### 11月28日至29日：渡河准备

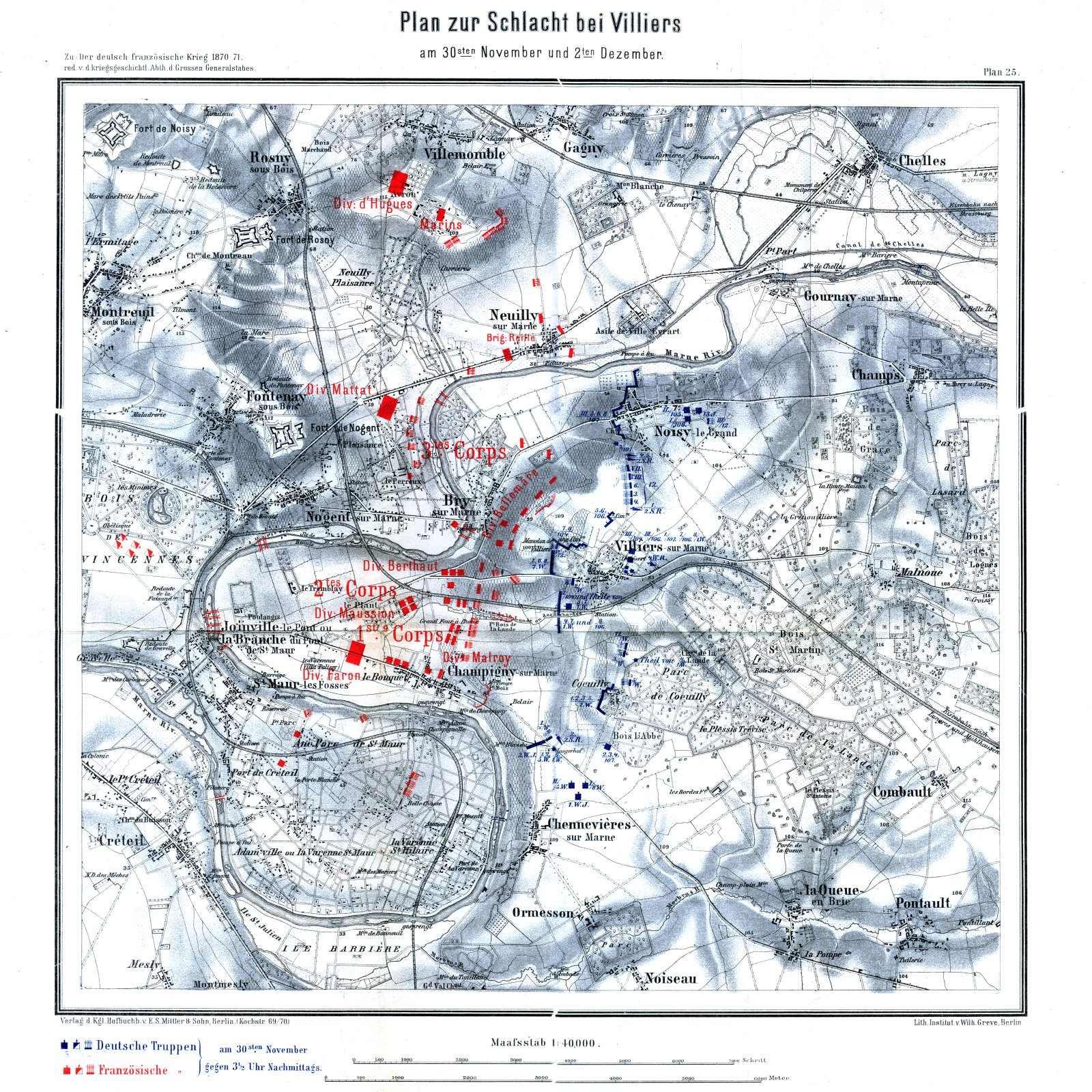
马恩河畔尚皮尼战役地图。

11月28日夜晚，由于法军在渡过马恩河的准备上发生失误，延迟了各个法军的行动。迪克罗的工程师算错了马恩河的深度和水的流速，导致法军在渡过马恩河时，河流却出乎意料地泛滥，造成了洪水摧毁了法军建造的一座桥梁。
11月29日法军计划发起进攻的桥梁被毁后，造成三支完整的法国军队留在了马恩河错误的一侧，迫使他们只能暴露在普鲁士的炮火射程内等待。同时刻，驻扎在马恩河畔谢讷维耶尔和马恩河畔尚皮尼附近的普军开始意识到这些敌对活动后，成立了侦查部队以确保地形和监视法军情况。为了分散普鲁士的注意力，迪克罗将军特别组织了一场向西面吕埃-马尔迈松方向进行佯攻的行动。尽管法军这次佯攻是按照师级的人数进行转移，但普军没有对法军的佯攻产生变化，这是因为在战斗开始之前，法军士兵穿着醒目的红色长裤，使得德国人也清楚知道他们将与哪些部队打交道。普军在识破佯攻的是法国数千名流动警卫队之后，再也沒有特别注意这支部队，使得法军的佯攻完全没有了作用。法军在第一天的损失就已经有1300人，迪克罗在11月29日感叹表示，他只想胜利或死后可以返回巴黎。

### 11月30日：开战

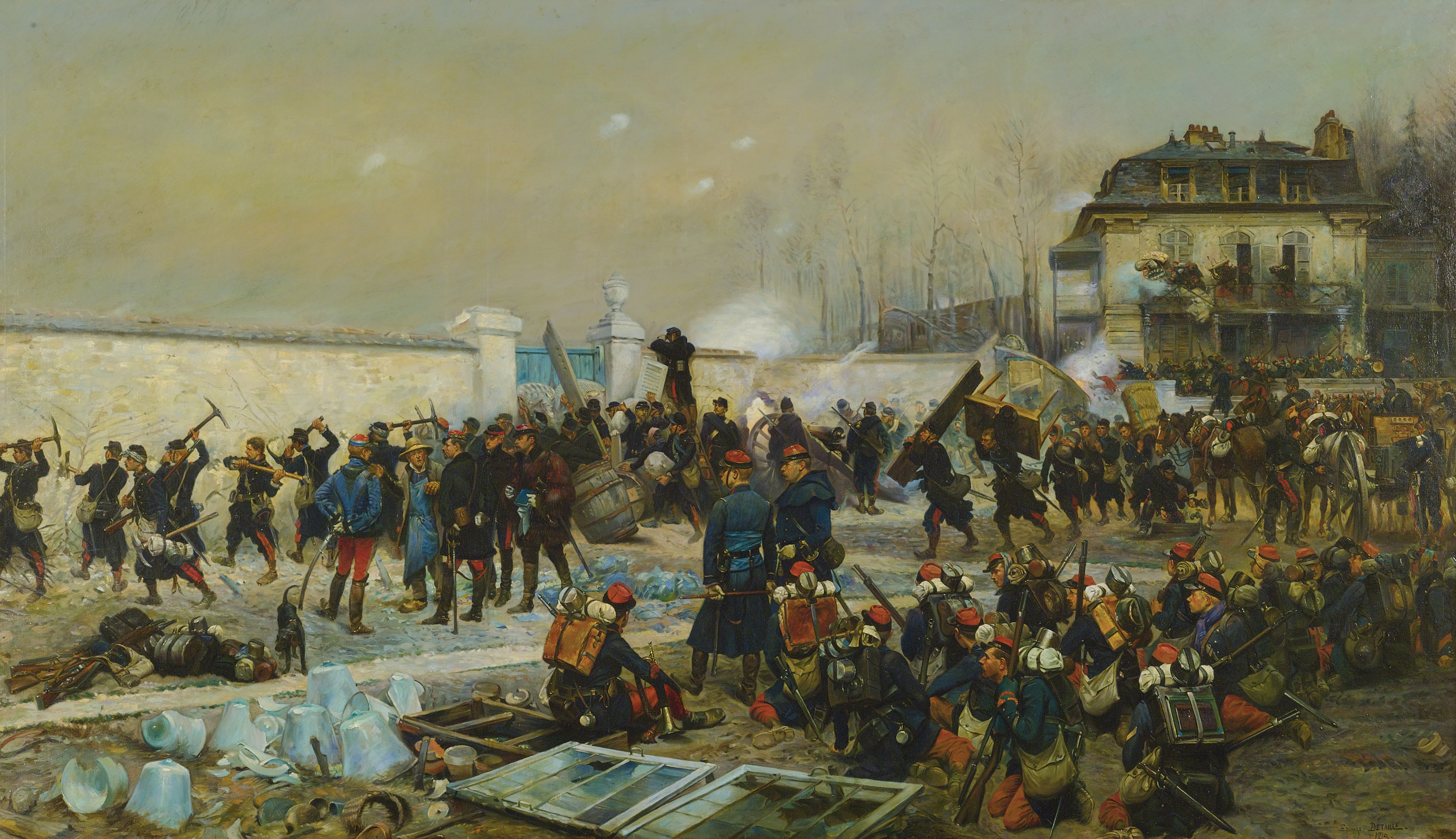
法军在马恩河畔尚皮尼的战斗

在前一天，由于马恩河因河流泛滥，将法国的侦察袭击变成了一场灾难，损失了1300人。 因此，法军在一系列转移行动的情况下，决定于第二天发起主要攻势。
11月30日冬天，迪克罗将军率领80,000名士兵前往马恩河畔的尚皮尼和谢讷维耶尔的对岸。这一部分的防线由普鲁士第3军的符腾堡军团的一分部控制。法军的炮兵部队首先击退了谢讷维耶尔和尚皮尼的德国部队，从而使迪克罗的部队与三支军团能够为此建立浮桥越过马恩河，并在马恩河畔诺让和马恩河畔布里两个村庄的河对岸建立了桥头堡。
普鲁士符腾堡军团在法军渡河进攻前一刻已经撤离了布里和尚皮尼村庄的前哨阵地，该地随后由法国第1军团接管，导致德军的攻城部队被推回到马恩河畔尚皮尼-维利耶地区一线。然而，由于在尚皮尼的法军阵地位于德军的中央，这为德军火炮提供了良好的射击位置。法国第1军团的左右侧面被普军和符腾堡军的交叉火力所困，并受到重创。
法国第2军团紧随其后，在雷诺将军的领导下，法军向着维利耶地区推进之后，成功建立了一个桥头堡。但是，德军阵地的防御力非常坚固，法军即使有炮兵支持也没有取得突破，进攻也因此停滞不前。法国第3军在德埃克萨将军的率领下，在布里以北越过马恩河的包围也没有成功。
到了傍晚下雪时刻，法军的所有进攻都被德军击退，使德军的围城线得以维持。法军随后占领了克雷泰伊，尚皮尼和布里，并随大部分部队返回了马恩河右岸。最终法军在当天尝试突破德军包围的进攻失败，马恩河的左岸阵地仍牢牢掌握在德国人的手中。
法军的攻势也使普鲁士参谋部感到震惊。参谋长赫尔穆特·卡尔·贝恩哈特·冯·毛奇向萨克森州的阿尔贝抱怨，问他为什么没有立刻向符腾堡军团派遣增援部队。毛奇随后命令普鲁士第2军司令爱德华·冯·弗朗塞斯基向受袭击的符腾堡军团提供援助，但到他赶到时已为时已晚。爱德华·冯·弗朗塞斯基被命令指挥德军的所有行动，但爱德华·冯·弗朗塞斯基因为没有及时得到指示，因此没有在战斗中起到决定性的作用。

### 12月1日：停战

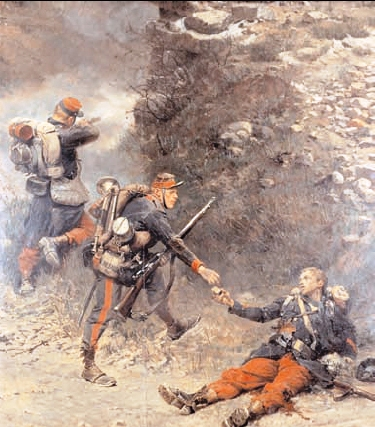
一位垂死的法国步兵将他的最后一个弹药移交给队友。

12月1日，普法双方暂时停战，并进行医治和埋葬各自战场上的死伤者。同时，德军开始调动强大的普军部队（普鲁士第2军，第24师，符腾堡师和第6军第二十一旅）和第12军的司令格奥尔格亲王集中在塞纳河和马恩河之间的地区部署，下令驱逐所有越过马恩河的法国人。

### 12月2日：第2次战斗

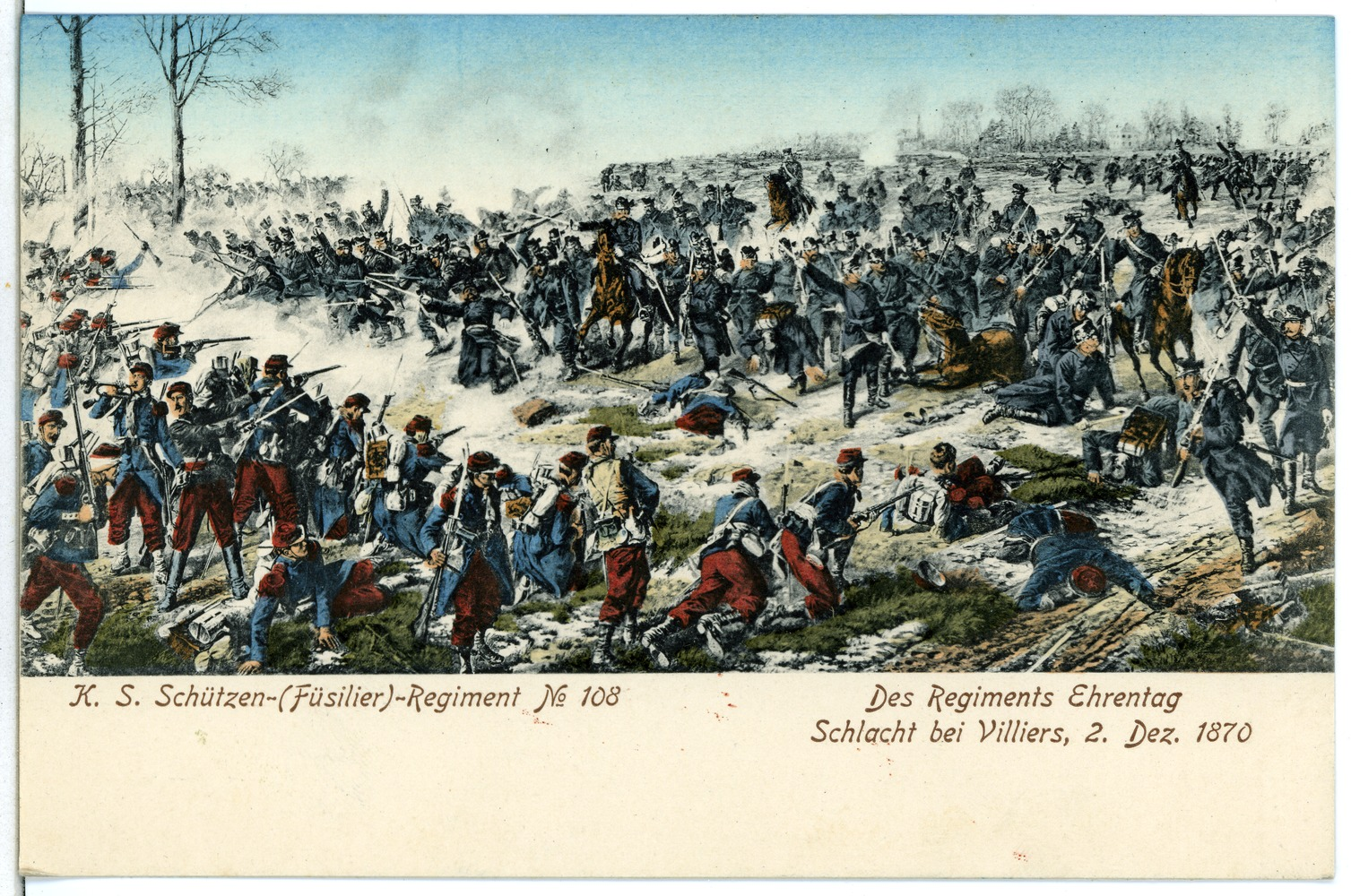
法军在马恩河畔谢讷维耶尔的战斗

当普鲁士第2军的增援开始陆续到达后，萨克森王储阿尔贝与爱德华·冯·弗朗塞斯基之间就反攻的性质产生分歧，后者想避免与法军战斗，因为围攻巴黎的围城圈没有破裂的危险。但最终爱德华·冯·弗朗塞斯基还是被命令对法军展开进攻。 
12月2日，当天的气候温度下降到零下10摄氏度。由符腾堡军团负责对尚皮尼展开行动，萨克森军团则对了布里采取了行动。 早上7点左右，符腾堡军团在激烈的战斗中挺进了尚皮尼村庄的中部，并在普鲁士营的支持下占领了这一位置。萨克森军团征服了布里，但随后遭到法军在当地堡垒的炮火反击，不得不撤离村庄的废墟。
下午4点，法军再次袭击了马恩河尚皮尼-维利耶地区的德军防线。符腾堡军团在维利耶的阵地中放置了速射炮，他们让法军推近不到300 m的距离后一起射击，法军在此地的战斗伤亡惨重，许多人也被俘虏。直到天黑以后，这里的战斗依然非常激烈，其中普军投入了整个第2军团在此地作战。最终，德军占领了大努瓦西-维利耶-尚皮尼地区。
到了夜幕降临时，法军的艰苦奋斗只占领了布里的一部分和尚皮尼一半地区，这种情况无法让法军保持长远的优势，战况随后也陷入僵局。普鲁士参谋长毛奇对法军再次发动进攻以突破德军包围的局势感到担忧，以致他不得不制定应对措施，但此时迪克罗已经沒有反击的想法了。法军由于在之前的两次战斗中已经筋疲力尽，同时因为物资缺乏，在零下14度的严寒下法军很多人因为没有得到毯子而冻伤，迪克罗因此打消了再次发起进攻的念头。同时，迪克罗听了被俘虏的萨克森人说有15万普军准备介入支援的信息后，便他更加不想再发起进攻。

### 12月：撤退
到了12月，普法双方没有展开大规模的战斗。法军由于遭受的损失和严寒天气，法国的后续进攻被取消。尽管有收到卢瓦尔军团到来的消息，但迪克罗还是选择将他的部队撤回首都巴黎。12月4日，法军部队放弃所有在马恩河左岸的阵地，并破坏所有通过后的桥梁撤退。

## 结果
普法两军在这场战斗中都没有取得重大胜利，并付出了高昂的代价，其中法国损失了大约5,000人，而德国的伤亡则是3,500人阵亡。卢瓦尔军团在第二次奥尔良战役中被击败后，迪克罗随后敦促路易·朱尔·特罗胥和外交部长朱尔斯·法夫尔与普鲁士进行和谈。
普法战争结束后，德意志帝国皇帝威廉一世于1871年3月7日访问了该战场，并在当地举行胜利游行。由巴伐利亚王国的路德维希·萨姆森·海因里希·亚瑟·冯·弗雷尔旗下的军团和萨克森亲王格奥尔格旗下的薩克森军团约20,000名士兵的游行。